# Mantius
Genre
Mantius est un genre d'araignées aranéomorphes de la famille des Salticidae.

## Distribution
Les espèces de ce genre se rencontrent en Malaisie et en Indonésie.

## Liste des espèces
Selon World Spider Catalog (version 18.0, 29/04/2017) :
- Mantius armipotens Peckham & Peckham, 1907
- Mantius difficilis Peckham & Peckham, 1907
- Mantius frontosus (Simon, 1899)
- Mantius ravidus (Simon, 1899)
- Mantius russatus Thorell, 1891

## Publication originale
- Thorell, 1891 : Spindlar från Nikobarerna och andra delar af södra Asien. Kongliga Svenska Vetenskaps-Akademeins Handlingar, vol. 24, no 2, p. 1-149 (texte intégral).